# Entrate pubbliche
In scienza delle finanze, le entrate pubbliche sono i mezzi monetari che affluiscono alle casse dello Stato.

## Tipologie
Le entrate pubbliche si dividono in tre:
- Prezzi, ovvero i corrispettivi della vendita di beni e servizi;
- Tributi, ovvero prelievi coattivi dai patrimoni dei cittadini;
- Prestiti, ovvero mutui.